# Bernard Hill
Bernard Hill (Manchester, 17 de dezembro de 1944 – 5 de maio de 2024) foi um ator inglês de teatro, televisão e cinema. Recebeu o prêmio de Melhor Elenco em Cinema nos Prémios Screen Actors Guild 2004.
Ele era conhecido por ter interpretado Théoden, Rei de Rohan, na trilogia cinematográfica O Senhor dos Anéis, o Capitão Edward Smith no filme Titanic, e Luther Plunkitt, o diretor da Prisão de San Quentin, no filme True Crime de Clint Eastwood. Hill também era conhecido por interpretar papéis em dramas televisivos, incluindo Yosser Hughes, o "homem durão" problemático cuja vida está desmoronando em Boys from the Blackstuff de Alan Bleasdale nos anos 1980, e mais recentemente, como o Duque de Norfolk na adaptação da BBC de Wolf Hall, de Hilary Mantel. Hill tem a distinção de ser o único ator a ter aparecido em mais de um filme que ganhou onze Óscars, por seus papéis em O Senhor dos Anéis: O Retorno do Rei e Titanic.
Hill morreu em 5 de maio de 2024, aos 79 anos de idade.

## Vida pessoal
Hill nasceu em Blackley, Manchester. Cresceu em uma família de mineiros católicos. Estudou no Xaverian College e depois na Manchester Polytechnic School of Drama junto de Richard Griffiths. Se formou em teatro em 1970.
Hill foi casado com Marianne, com quem teve um filho chamado Gabriel. Morava em Suffolk. Era um torcedor de longa data do Manchester United Football Club. Em 2019, recebeu um doutorado honoris causa pela Universidade de East Anglia.

## Filmografia

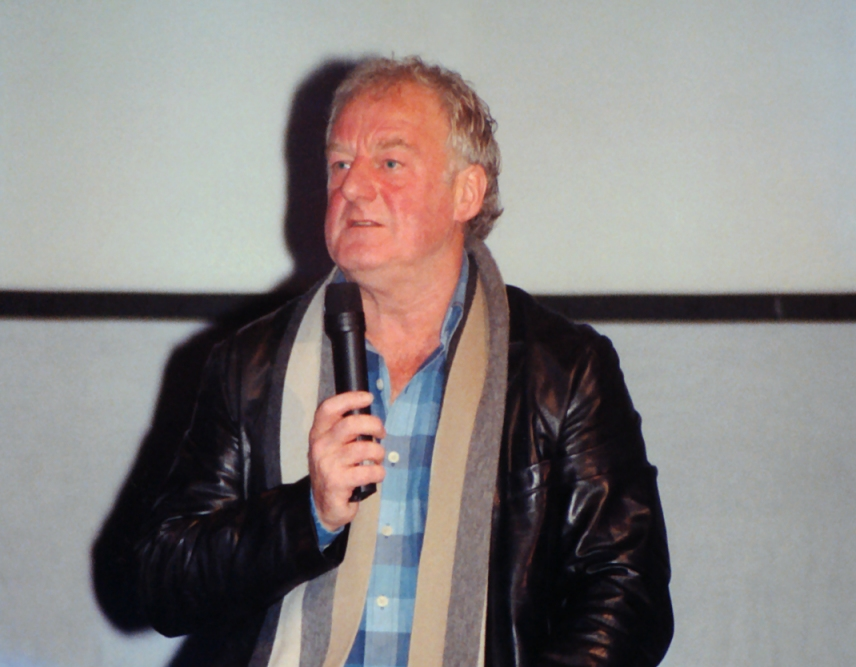
Hill em uma convenção do Senhor dos Anéis em Bonn, Alemanha, outubro de 2004.

### Filmes
| Ano  | Filme                                         | Personagem                          | Ref.   |
| ---- | --------------------------------------------- | ----------------------------------- | ------ |
| 1975 | It Could Happen to You                        | Syph                                |        |
| 1976 | Trial by Combat                               | Freddie cego                        |        |
| 1978 | The Sailor's Return                           | Carreteiro                          |        |
| 1978 | The Spongers                                  | Sullivan                            |        |
| 1982 | Gandhi                                        | Sargento Putnam                     | [ 9 ]  |
| 1983 | Squaring the Circle                           | Narrador                            |        |
| 1983 | Runners                                       | Trevor Field                        |        |
| 1984 | The Bounty                                    | Cole                                |        |
| 1985 | Restless Natives                              | Pai de Will                         |        |
| 1985 | The Chain                                     | Nick                                |        |
| 1985 | Samson and Delilah                            | Willie Naknervis                    |        |
| 1986 | Milwr Bychan                                  | Oficial                             |        |
| 1986 | New World                                     | John Billington                     |        |
| 1986 | No Surrender                                  | Bernard                             |        |
| 1987 | Bellman and True                              | Hiller                              |        |
| 1988 | Drowning by Numbers                           | Henry Madgett                       |        |
| 1989 | Shirley Valentine                             | Joe Bradshaw                        | [ 9 ]  |
| 1990 | Mountains of the Moon                         | David Livingston                    |        |
| 1991 | The Law Lord                                  | Martin Allport                      |        |
| 1992 | The Name of the Game                          | Ignatius "Iggy" Smith               |        |
| 1993 | Shepherd on the Rock                          | Tam Ferrier                         |        |
| 1994 | Skallagrigg                                   | John                                |        |
| 1994 | Drug Taking and the Arts                      | Apresentador e narrador             |        |
| 1995 | Madagascar Skin                               | Flint                               |        |
| 1996 | The Ghost and the Darkness                    | David Hawthorne                     | [ 9 ]  |
| 1997 | The Wind in the Willows                       | Maquinista                          |        |
| 1997 | Titanic                                       | Edward J. Smith                     |        |
| 1997 | The Mill on the Floss                         | Edwards Tulliver                    |        |
| 1999 | The Titanic Chronicles                        | Cap. S. Lord                        |        |
| 1999 | The Criminal                                  | Walker                              |        |
| 1999 | True Crime                                    | Lunther Plunkitt                    | [ 9 ]  |
| 1999 | A Midsummer Night's Dream                     | Egeus                               |        |
| 1999 | The Loss of Sexual Innocence                  | O pai de Susan                      |        |
| 2000 | Blessed Art Thou                              | Frederick                           |        |
| 2000 | Einstein                                      | Voz de Stalin                       |        |
| 2000 | Going Off Big Time                            | Murray                              |        |
| 2002 | The Scorpion King                             | Philos                              |        |
| 2002 | The Lord of the Rings: The Two Towers         | King Théoden                        |        |
| 2003 | The Boys from County Clare                    | John Joe                            |        |
| 2003 | Gothika                                       | Phil Parsons                        |        |
| 2003 | The Lord of the Rings: The Return of the King | Rei Théoden                         |        |
| 2004 | Wimbledon                                     | Edward Colt                         |        |
| 2004 | The Deal                                      | Victor                              |        |
| 2005 | The League of Gentlemen's Apocalypse          | Rei William                         |        |
| 2006 | Joy Division                                  | Dennis                              |        |
| 2006 | Save Angel Hope                               | Oscar Kurz                          |        |
| 2007 | Exodus                                        | N/A                                 |        |
| 2008 | Valkyrie                                      | General alemão sem nome, no deserto |        |
| 2008 | Franklyn                                      | Peter                               |        |
| 2011 | The Wraith                                    | O Narrador                          |        |
| 2012 | ParaNorman                                    | O Juiz                              | [ 10 ] |
| 2015 | North v South                                 | John Claridge                       |        |
| 2016 | Golden Years                                  | Arthur Goode                        |        |
| 2016 | Interlude City                                | Richard                             |        |
| 2018 | Second Chance                                 | Peter                               |        |
| 2023 | Forever Young                                 | Henk Pretorius                      |        |

### Televisão
| Ano  | Programa                              | Personagem              | Episódios | Rede de TV          | Ref.   |
| ---- | ------------------------------------- | ----------------------- | --------- | ------------------- | ------ |
| 1973 | Hard Labour                           | Edward Thornley         | N/A       | BBC                 | [ 11 ] |
| 1976 | I, Claudius                           | Gratus                  | 2         | BBC                 |        |
| 1978 | Pickersgill People                    | N/A                     | 1         | BBC                 |        |
| 1979 | Telford's Change                      | Jack Burton             | 1         | BBC                 |        |
| 1979 | The Black Stuff                       | Yosser Hughes           | 1         | BBC                 | [ 9 ]  |
| 1980 | Fox                                   | Vin Fox                 | 11        | ITV                 |        |
| 1982 | Boys from the Black Stuff             | Yosser Hughes           | 5         | BBC                 |        |
| 1983 | Henry VI, Part 1                      | Duque de York           | 1         | BBC                 |        |
| 1983 | Henry VI, Part 2                      | Duque de York           | 1         | BBC                 |        |
| 1983 | Henry VI, Part 3                      | Duque de York           | 1         | BBC                 |        |
| 1983 | Richard III                           | Primeiro assassino      | 1         | BBC                 |        |
| 1984 | Antigone                              | Mensageiro              | 1         | BBC                 |        |
| 1985 | The Burston Rebellion                 | Tom Higdon              | 1         | BBC                 |        |
| 1985 | John Lennon: A Journey in the Life    | John Lennon             | 1         | BBC                 |        |
| 1993 | Olly's Prison                         | Mike                    | 1         | BBC                 |        |
| 1993 | Telltale                              | Det. Sgt. Gavin Douglas | 3         | ITV                 |        |
| 1993 | Lipstick on Your Collar               | Tio Fred                |           | Channel 4           |        |
| 1994 | Once Upon a Time in the North         | Len Tollit              | N/A       | BBC                 |        |
| 1995 | The Gambling Man                      | Frank Nickle            | all       | Tyne Tees TV        |        |
| 1999 | Great Expectations                    | Abel Magwitch           | 2         | BBC                 |        |
| 1999 | The Titanic Chronicles                | Cap. Stanley Lord       | N/A       |                     |        |
| 2001 | Horizon                               | Narrador                | 9         | BBC                 |        |
| 2002 | Timewatch                             | Narrador                | 1         | BBC                 |        |
| 2004 | Atheism: A Rough History of Disbelief | Ele mesmo               | 1         | BBC                 |        |
| 2005 | A Very Social Secretary               | David Blunkett          | 1         | Channel 4           | [ 11 ] |
| 2006 | Ocean Odyssey                         | Narrador                | 2         |                     |        |
| 2007 | Egomania                              | Narrador                | 1         | Channel 4           |        |
| 2007 | Bombay Railway                        | Narrador                | 2         | BBC Series          |        |
| 2008 | Sunshine                              | Vovô Crosby             | 3         | BBC                 |        |
| 2008 | Wild China                            | Narrador                | 6         | BBC                 |        |
| 2009 | Folk America                          | Narrador                | 3         | BBC                 |        |
| 2009 | Ice Patrol                            | Narrador                | 4         | National Geographic |        |
| 2010 | Old Trafford 100 Years                | Narrador and Presenter  | 1         | MUTV                |        |
| 2010 | Five Days                             | Gerard Hopkirk          | 5         | BBC                 |        |
| 2010 | Indian Hill Railways                  | Narrador                | 3         | BBC                 | [ 12 ] |
| 2010 | Canoe Man                             | John Darwin             | 1         | BBC                 |        |
| 2012 | Falcón                                | Ramón Salgado           | 2         | Sky                 |        |
| 2014 | From There to Here                    | Samuel Cotton           | 3         | BBC                 |        |
| 2014 | Hope And Wire                         | Len Russell             | 3         | TV3                 |        |
| 2015 | Wolf Hall                             | Duque de Norfolk        | 6         | BBC                 | [ 9 ]  |
| 2015 | India's Frontier Railways             | Narrador                | 3         | BBC                 | [ 13 ] |
| 2015 | Unforgotten                           | Padre Robert Greaves    | 6         | ITV                 | [ 9 ]  |

### Teatro
| Ano  | Peça                                   | Personagem             | Ref.   |
| ---- | -------------------------------------- | ---------------------- | ------ |
| 1974 | John, Paul, George, Ringo ... and Bert | John Lennon            | [ 11 ] |
| 1978 | Twelfth Night                          | Toby Belch             |        |
| 1983 | Short List                             | Howard                 |        |
| 1984 | The Plough and the Stars               | Fluther Good           |        |
| 1986 | Macbeth                                | Macbeth                | [ 11 ] |
| 1989 | The Cherry Orchard                     | Lopakhin               | [ 11 ] |
| 1990 | Gasping                                | Sir Chiffley Lockheart | [ 11 ] |
| 1995 | A View from the Bridge                 | Eddie Carbone          |        |

### Vídeo games
| Ano  | Video game | Personagem      | Ref.   |
| ---- | ---------- | --------------- | ------ |
| 2010 | Fable III  | Sir Walter Beck | [ 14 ] |